# Mantova Sportiva 1934-1935
Questa pagina raccoglie i dati riguardanti la squadra Mantova Sportiva nelle competizioni ufficiali della stagione 1934-1935.

## Stagione
Il campionato di Prima Divisione 1934-1935 del Mantova iniziò nel migliore dei modi.
Il rafforzamento della squadra col ritorno di Cavicchioli e di Staffetta e coi nuovi acquisti Canazza (dal Vicenza) e Zecchi (ex Milan e Venezia) avevano infatti portato la squadra in testa alla classifica per diverse giornate.
Un girone di ritorno disputato sottotono riportò però il Mantova al centro della classifica: la squadra concluse così il campionato al sesto posto guadagnando in ogni caso l'accesso alla nuova Serie C che sarebbe nata con la stagione successiva.

## Rosa
| N. |                   | Ruolo | Calciatore           |
| -- | ----------------- | ----- | -------------------- |
|    | Italia (bandiera) | P     | Ennio Vaini          |
|    | Italia (bandiera) | D     | Silvano Maccari      |
|    | Italia (bandiera) | D     | Arcangelo Rubini     |
|    | Italia (bandiera) | C     | Emilio Mantovani     |
|    | Italia (bandiera) | D     | Paolo Canazza Ronzan |
|    | Italia (bandiera) | D     | Guido Bonazzi        |
|    | Italia (bandiera) | C     | Bruno Barbieri       |
|    | Italia (bandiera) | C     | Napoleone Moretti    |
|    | Italia (bandiera) | A     | Clotario Staffetta   |
|    | Italia (bandiera) | C     | Enzo Artioli         |
|    | Italia (bandiera) | A     | Alfio Cavicchioli    |

| N. |                   | Ruolo | Calciatore         |
| -- | ----------------- | ----- | ------------------ |
|    | Italia (bandiera) | P     | Attilio Faccincani |
|    | Italia (bandiera) | P     | Giuseppe Nicolai   |
|    | Italia (bandiera) | P     | Vassalli           |
|    | Italia (bandiera) | D     | Amedeo Grossi      |
|    | Italia (bandiera) | D     | Monesi             |
|    | Italia (bandiera) | C     | Luigi Fava         |
|    | Italia (bandiera) | A     | Orazio Zecchi      |
|    | Italia (bandiera) | D     | Guido Negri        |
|    | Italia (bandiera) | A     | Antonietti         |
|    | Italia (bandiera) | A     | Ermanno Frattini   |

## Risultati

### Prima Divisione

#### Girone d'andata
| Imola 7 ottobre 1934 1ª giornata                                    | Imolese   | 0 – 3                             | Mantova | Stadio Romeo Galli |
| \| \| \| \| \| \| Marcatori \| 37’ Stafetta 65’, 81’ Cavicchioli \| |           |                                   |         |                    |
|                                                                     |           |                                   |         |                    |
|                                                                     | Marcatori | 37’ Stafetta 65’, 81’ Cavicchioli |         |                    |

| Mantova 14 ottobre 1934 2ª giornata                                       | Mantova   | 2 – 2                 | Portuense | Stadio Benito Mussolini |
| \| \| \| \| \| Barbieri 29’, 55’ \| Marcatori \| 63’ Foschini 86’ Drei \| |           |                       |           |                         |
|                                                                           |           |                       |           |                         |
| Barbieri 29’, 55’                                                         | Marcatori | 63’ Foschini 86’ Drei |           |                         |

| Arbitro: | Cugnini (Ancona) |

|  |           |            |
|  | Marcatori | 2’ Artioli |

| Arbitro: | Piccoli (Bologna) |

|                 |           |            |
| Cavicchioli 85’ | Marcatori | 76’ Valisa |

| Arbitro: | Papa (Genova) |

|           |           |                 |
| Paini 35’ | Marcatori | 73’ Cavicchioli |

| Mantova 25 novembre 1934 6ª giornata                              | Mantova   | 2 – 1    | Forlimpopoli | Stadio Benito Mussolini |
| \| \| \| \| \| Moretti 15’ Zecchi 70’ \| Marcatori \| 50’ Zoli \| |           |          |              |                         |
|                                                                   |           |          |              |                         |
| Moretti 15’ Zecchi 70’                                            | Marcatori | 50’ Zoli |              |                         |

| Mantova 2 dicembre 1934 7ª giornata           | Mantova   | 1 – 0 | Forlì | Stadio Benito Mussolini |
| \| \| \| \| \| Artioli 54’ \| Marcatori \| \| |           |       |       |                         |
|                                               |           |       |       |                         |
| Artioli 54’                                   | Marcatori |       |       |                         |

| Arbitro: | Inverni (Milano) |

|             |           |  |
| Aigotti 43’ | Marcatori |  |

| Mantova 23 dicembre 1934 9ª giornata                            | Mantova   | 2 – 0 | Renato Serra | Stadio Benito Mussolini |
| \| \| \| \| \| Artioli 48’ Moreti 89’ (rig.) \| Marcatori \| \| |           |       |              |                         |
|                                                                 |           |       |              |                         |
| Artioli 48’ Moreti 89’ (rig.)                                   | Marcatori |       |              |                         |

| Molinella 6 gennaio 1935 10ª giornata                           | Molinella | 1 – 2                       | Mantova | Stadio Augusto Magli |
| \| \| \| \| \| ? \| Marcatori \| 53’ Cavicchioli 77’ Moretti \| |           |                             |         |                      |
|                                                                 |           |                             |         |                      |
| ?                                                               | Marcatori | 53’ Cavicchioli 77’ Moretti |         |                      |

| Arbitro: | Gorini (Milano) |

|                |           |              |
| Zecchi 8’, 27’ | Marcatori | 66’ Marazino |

| Rimini 20 gennaio 1935 12ª giornata                        | Libertas Rimini | 1 – 1       | Mantova | Stadio del Littorio |
| \| \| \| \| \| Borgatti 81’ \| Marcatori \| 25’ Artioli \| |                 |             |         |                     |
|                                                            |                 |             |         |                     |
| Borgatti 81’                                               | Marcatori       | 25’ Artioli |         |                     |

| Russi (Italia) 27 gennaio 1935 13ª giornata                                            | Russi     | 3 – 1              | Mantova | Stadio Bruno Bucci |
| \| \| \| \| \| Rossi 16’, 37’ Maccari 65’ (aut.) \| Marcatori \| 65’ (rig.) Moretti \| |           |                    |         |                    |
|                                                                                        |           |                    |         |                    |
| Rossi 16’, 37’ Maccari 65’ (aut.)                                                      | Marcatori | 65’ (rig.) Moretti |         |                    |

#### Girone di ritorno
| Mantova 24 febbraio 1935 14ª giornata                                            | Mantova   | 3 – 1     | Imolese | Stadio Benito Mussolini |
| \| \| \| \| \| Zecchi 35’ Staffetta 42’ Artioli 68’ \| Marcatori \| 48’ Costa \| |           |           |         |                         |
|                                                                                  |           |           |         |                         |
| Zecchi 35’ Staffetta 42’ Artioli 68’                                             | Marcatori | 48’ Costa |         |                         |

| Portomaggiore 3 marzo 1935 15ª giornata                                                       | Portuense | 4 – 2             | Mantova | Stadio Savino Bellini |
| \| \| \| \| \| Negrini 25’, 87’ Bolzatti 70’ Fortini 85’ \| Marcatori \| 18’, 47’ Barbieri \| |           |                   |         |                       |
|                                                                                               |           |                   |         |                       |
| Negrini 25’, 87’ Bolzatti 70’ Fortini 85’                                                     | Marcatori | 18’, 47’ Barbieri |         |                       |

| Arbitro: | Lenzi (Pistoia) |

|                               |           |                   |
| Canazza 37’ Barbieri 70’, 89’ | Marcatori | 70’ (rig.) Saetti |

| Piacenza 17 marzo 1935 17ª giornata | Piacenza            | 0 – 0 | Mantova | Stadio del Littorio\| Arbitro: \| Bianchi (La Spezia) \| |
| Arbitro:                            | Bianchi (La Spezia) |       |         |                                                          |

| Arbitro: | Marini (Verona) |

|                   |           |           |
| Barbieri 29’, 65’ | Marcatori | 87’ Paini |

| Forlimpopoli 7 aprile 1935 19ª giornata       | Forlimpopoli | 1 – 0 | Mantova | Campo di via Duca d'Aosta |
| \| \| \| \| \| Liverani 3’ \| Marcatori \| \| |              |       |         |                           |
|                                               |              |       |         |                           |
| Liverani 3’                                   | Marcatori    |       |         |                           |

| Forlì 14 aprile 1935 20ª giornata                                                  | Forlì     | 2 – 1         | Mantova | Stadio Tullo Morgagni |
| \| \| \| \| \| Mercatalli 40’ Malaguti 57’ (rig.) \| Marcatori \| 88’ Staffetta \| |           |               |         |                       |
|                                                                                    |           |               |         |                       |
| Mercatalli 40’ Malaguti 57’ (rig.)                                                 | Marcatori | 88’ Staffetta |         |                       |

| Arbitro: | Galeati (Bologna) |

|                                |           |                          |
| Moretti 22’ (rig.) Artioli 44’ | Marcatori | 10’ Zironi 50’ Montanari |

| Cesena 28 aprile 1935 22ª giornata                                                               | Renato Serra | 3 – 2                        | Mantova | Campo Ippodromo del Savio |
| \| \| \| \| \| Silvestri 28’ Boari 78’ Gnesi 89’ \| Marcatori \| 32’ Cavicchioli 34’ Stafetta \| |              |                              |         |                           |
|                                                                                                  |              |                              |         |                           |
| Silvestri 28’ Boari 78’ Gnesi 89’                                                                | Marcatori    | 32’ Cavicchioli 34’ Stafetta |         |                           |

| Mantova 5 maggio 1935 23ª giornata                                                   | Mantova   | 4 – 0 | Molinella | Stadio del Littorio |
| \| \| \| \| \| Barbieri 27’ Moretti 32’ (rig.), 84’ Staffetta 70’ \| Marcatori \| \| |           |       |           |                     |
|                                                                                      |           |       |           |                     |
| Barbieri 27’ Moretti 32’ (rig.), 84’ Staffetta 70’                                   | Marcatori |       |           |                     |

| Arbitro: | Stecig (Fiume) |

|                        |           |  |
| Taroni 55’ Bullini 74’ | Marcatori |  |

| Mantova 30 maggio 1935 25ª giornata                       | Mantova   | 0 – 2                   | Libertas Rimini | Stadio del Littorio |
| \| \| \| \| \| \| Marcatori \| 53’ Pavan 70’ Montanari \| |           |                         |                 |                     |
|                                                           |           |                         |                 |                     |
|                                                           | Marcatori | 53’ Pavan 70’ Montanari |                 |                     |

| Mantova 26 maggio 1935 26ª giornata                                           | Mantova   | 3 – 1      | Russi | Stadio del Littorio |
| \| \| \| \| \| Moretti 16’, 69’ Cavicchioli 71’ \| Marcatori \| 2’ Gaddoni \| |           |            |       |                     |
|                                                                               |           |            |       |                     |
| Moretti 16’, 69’ Cavicchioli 71’                                              | Marcatori | 2’ Gaddoni |       |                     |

## Statistiche

### Statistiche di squadra
| Competizione    | Punti | In casa | In casa | In casa | In casa | In casa | In casa | In trasferta | In trasferta | In trasferta | In trasferta | In trasferta | In trasferta | Totale | Totale | Totale | Totale | Totale | Totale | DR |
| Competizione    | Punti | G       | V       | N       | P       | Gf      | Gs      | G            | V            | N            | P            | Gf           | Gs           | G      | V      | N      | P      | Gf     | Gs     | DR |
| --------------- | ----- | ------- | ------- | ------- | ------- | ------- | ------- | ------------ | ------------ | ------------ | ------------ | ------------ | ------------ | ------ | ------ | ------ | ------ | ------ | ------ | -- |
| Prima Divisione | 30    | 13      | 9       | 3       | 1       | 27      | 13      | 13           | 3            | 3            | 7            | 14           | 19           | 26     | 12     | 6      | 8      | 41     | 32     | +9 |